# Techmessa concolor
Techmessa concolor es una especie de coleóptero de la familia Pyrochroidae.

## Distribución geográfica
Habita en Nueva Zelanda.